# 苏枝桓
苏枝桓（1965年10月—），广东阳江人，珠海教育学院（珠海城市职业技术学院前身）管理专业毕业，现任广东省政协常委、珠海经济特区恒隆集团有限公司董事长及珠海市工商业联合会委员。